# Hyphessobrycon herbertaxelrodi
Espèce
Pour les articles homonymes, voir néon (homonymie).
Hyphessobrycon herbertaxelrodi, communément appelé Néon noir ou Tétra néon noir, est un poisson tropical d'eau douce assez populaire dans le monde aquariophile.
Il fait partie de ces poissons qui possèdent une ligne réfléchissante (blanche dans son cas), le faisant apparaître lumineux lorsque l'éclairage est situé du côté de l'observateur.
Sa seule couleur est une tache rouge en haut de l'œil.

## Distribution
Ce poisson se rencontre dans le bassin du rio Paraguay au Brésil.
Dans son habitat naturel, il utilise ses couleurs vives pour ne pas perdre la trace de son banc dans des eaux où les matières organiques sont nombreuses, entraînant une couleur ambrée et sombre de l'eau.

## Description
À l'âge adulte, Hyphessobrycon herbertaxelrodi mesure environ 3 à 4 cm, autant pour la femelle que le mâle. Le mâle est svelte par rapport à la femelle.
Le néon noir est un poisson très paisible. Il est grégaire.

## En captivité
Une eau douce acide filtrée sur tourbe dans un bac bien planté est idéal pour ce poisson qui vit en banc de centaine d'individus dans la nature.
Il séduit surtout ceux qui aiment la combinaison de sa discrétion à sa raie lumineuse.
Il doit être toujours être maintenu en groupe d'une dizaine d'individus au minimum. Il ne faut pas le faire cohabiter avec de gros poissons qui le dévoreront (par exemple des scalaires, des discus, gouramis perlé, bleu, etc.).
| Origine         | Amérique du Sud                               | Eau           | eau douce                          |
| Dureté de l'eau | 3 à 25 °GH                                    | pH            | 6-7                                |
| Température     | 24-27 °C                                      | Volume mini.  | 80 litres minimum pour 10 poissons |
| Alimentation    | omnivore:Flocons, artémia, nourriture vivante | Taille adulte | 2,5 à 4 cm                         |
| Reproduction    | -                                             | Zone occupée  | Milieu                             |
| Sociabilité     | Grégaire, 5 individus minimum                 | Difficulté    | -                                  |

Le bac doit avoir un volume d'au moins de 80 litres et présenter avec une longueur minimale de 60 cm. Il sera planté et filtré sur tourbe pour acidifier l'eau.

### Reproduction
Ce poisson se reproduit rarement en bac d'ensemble. Il faut donc prévoir un petit bac spécifique, et y installer le soir un couple. La ponte a lieu le matin après une parade. Le couple fraie au-dessus des plantes, on le retire une fois la ponte terminée pour que les parents ne dévorent pas les œufs.

### Nourriture
Omnivore. Il accepte les paillettes mais préfère le vivant, ou le congelé à défaut. Bien varier la nourriture.

## Publication originale
- Géry, 1961 : Three new South-American characids. Tropical Fish Hobbyist, vol. 9, n. 9, p. 26-46.